# Объединённый турнир
Объединённый турни́р — товарищеский футбольный турнир, первый раз был проведён в 2013 году на футбольных полях России и Украины.  Объединённый турнир являлся одним из воплощений идеи объединённого чемпионата команд российской и украинской футбольных Премьер-лиг. Турнир был проведён в летнее межсезонье.

## Объединённый турнир 2013
Объединённый турнир 2013 — первый розыгрыш кубка, проходил с 27 июня по 7 июля 2013. В нём участвуют 4 команды, каждая команда играет по 4 игры — по 2 матча (дома и на выезде) против двух команд из соседней страны.
В турнире приняли участие:
- «Зенит» (Санкт-Петербург) — 2 место Чемпионата России 2012/13
- «Спартак» (Москва) — 4 место Чемпионата России 2012/13
- «Шахтёр» (Донецк) — 1 место Чемпионата Украины 2012/13 и Победитель Кубка Украины 2012/13
- «Динамо» (Киев) — 3 место Чемпионата Украины 2012/13

## Стадионы
Команды «Спартак», «Шахтёр» и «Динамо» играли свои домашние матчи на Стадионе имени Эдуарда Стрельцова, «Донбасс Арене» и НСК «Олимпийском» соответственно. «Зенит», в связи с реконструкцией стадиона «Петровский» первый свой домашний матч провёл на стадионе «Динамо» им. Лобановского, а второй — на НСК «Олимпийском» в Киеве.
| Россия                                               | Украина                               | Украина                                               | Украина                             |
| Москва                                               | Киев                                  | Киев                                                  | Донецк                              |
| Стадион имени Эдуарда Стрельцова Вместимость: 13 450 | НСК «Олимпийский» Вместимость: 70 050 | Стадион «Динамо» им. Лобановского Вместимость: 16 873 | «Донбасс Арена» Вместимость: 52 187 |
|                                                      |                                       |                                                       |                                     |

### Результаты
|   | Команда                 | И | В | Н | П | Голы | +/- | Очки |
| - | ----------------------- | - | - | - | - | ---- | --- | ---- |
| 1 | Динамо (Киев)           | 4 | 3 | 1 | 0 | 8-5  | +3  | 10   |
| 2 | Спартак (Москва)        | 4 | 1 | 1 | 2 | 3-3  | 0   | 4    |
| 3 | Зенит (Санкт-Петербург) | 4 | 1 | 1 | 2 | 5-6  | -1  | 4    |
| 4 | Шахтёр (Донецк)         | 4 | 1 | 1 | 2 | 1-3  | -2  | 4    |

### Матчи
| 27 июня 2013 18:30 | \| Спартак \| 0:1 (0:1) \| Динамо \| \| \| Голы \| Олег Гусев 31′ (пен.) \| | Стадион имени Эдуарда Стрельцова, Москва Зрителей: 8000 Судья: Алексей Николаев |
| Спартак            | 0:1 (0:1)                                                                   | Динамо                                                                          |
|                    | Голы                                                                        | Олег Гусев 31′ (пен.)                                                           |

| 27 июня 2013 20:30 | \| Зенит \| 0:1 (0:0) \| Шахтёр \| \| \| Голы \| Дуглас Коста 70′ \| | стадион «Динамо» им. Лобановского, Киев Зрителей: 4000 Судья: Сергей Бойко |
| Зенит              | 0:1 (0:0)                                                            | Шахтёр                                                                     |
|                    | Голы                                                                 | Дуглас Коста 70′                                                           |

| 30 июня 2013 19:00 | \| Шахтёр \| 0:0 \| Спартак \| | «Донбасс Арена», Донецк Зрителей: 24391 Судья: Анатолий Абдула |
| Шахтёр             | 0:0                            | Спартак                                                        |

| 30 июня 2013 21:00  | \| Зенит \| 1:2 (1:1) \| Динамо \| \| Виктор Файзулин 20′ \| Голы \| Денис Гармаш 11′ · Адмир Мехмеди 82′ \| | НСК «Олимпийский», Киев Зрителей: 28300 Судья: Евгений Арановский |
| Зенит               | 1:2 (1:1) | Динамо                                                            |
| Виктор Файзулин 20′ | Голы | Денис Гармаш 11′ · Адмир Мехмеди 82′                              |

| 3 июля 2013 18:30                           | \| Спартак \| 2:0 (1:0) \| Шахтёр \| \| Юра Мовсисян 43′ (пен.) · Павел Яковлев 75′ \| Голы \| \| | Стадион имени Эдуарда Стрельцова, Москва Зрителей: 5000 Судья: Максим Лаюшкин |
| Спартак                                     | 2:0 (1:0)                                                                                         | Шахтёр                                                                        |
| Юра Мовсисян 43′ (пен.) · Павел Яковлев 75′ | Голы                                                                                              |                                                                               |

| 3 июля 2013 20:30                                 | \| Динамо \| 3:3 (1:1) \| Зенит \| \| Денис Гармаш 8′ · Дуду 58′ · Луиш Нету 90′ (авт.) \| Голы \| Данни 40′ · Александр Кержаков 76′ · Лука Джорджевич 85′ \| | НСК «Олимпийский», Киев Зрителей: 30219 Судья: Юрий Можаровский |
| Динамо                                            | 3:3 (1:1) | Зенит                                                           |
| Денис Гармаш 8′ · Дуду 58′ · Луиш Нету 90′ (авт.) | Голы | Данни 40′ · Александр Кержаков 76′ · Лука Джорджевич 85′        |

| 6 июля 2013 19:00 | \| Шахтёр \| 0:1 (0:0) \| Зенит \| \| \| Голы \| Владимир Быстров 89′ \| | «Донбасс Арена», Донецк Зрителей: 23331 Судья: Сергей Березка |
| Шахтёр            | 0:1 (0:0)                                                                | Зенит                                                         |
|                   | Голы                                                                     | Владимир Быстров 89′                                          |

| 7 июля 2013 20:30                  | \| Динамо \| 2:1 (1:0) \| Спартак \| \| Джермейн Ленс 15′ · Олег Гусев 61′ \| Голы \| Хуан Инсаурральде 90+2′ \| | НСК «Олимпийский», Киев Зрителей: 51300 Судья: Юрий Вакс |
| Динамо                             | 2:1 (1:0) | Спартак                                                  |
| Джермейн Ленс 15′ · Олег Гусев 61′ | Голы | Хуан Инсаурральде 90+2′                                  |

## Лучшие бомбардиры
2 гола
- Денис Гармаш «Динамо» (Киев)
- Олег Гусев «Динамо» (Киев) (1 пен.)

1 гол
- Адмир Мехмеди «Динамо» (Киев)
- Дуду «Динамо» (Киев)
- Джермейн Ленс «Динамо» (Киев)
- Павел Яковлев «Спартак» (Москва)
- Хуан Инсаурральде «Спартак» (Москва)
- Юра Мовсисян «Спартак» (Москва) (пен.)
- Владимир Быстров «Зенит» (Санкт-Петербург)
- Лука Джорджевич «Зенит» (Санкт-Петербург)
- Александр Кержаков «Зенит» (Санкт-Петербург)
- Виктор Файзулин «Зенит» (Санкт-Петербург)
- Данни «Зенит» (Санкт-Петербург)
- Дуглас Коста «Шахтёр» (Донецк)

Автоголы
- Луиш Нету «Зенит» (Санкт-Петербург) (в матче с «Динамо»)